# Европско првенство у атлетици на отвореном 1990 — бацање диска за жене
Бацање диска у женској конкуренцији на Европском првенству у атлетици 1990. у Сплиту, одржано је 28. и 29. августа на стадиону Пољуд.
Титулу освојену 1986. у Штутгарту, није бранила Дијана Саске из Источне Немачке.

## Земље учеснице
Учествовало је 16 такмичарки из 11 земаља. 
1. Аустрија (1)
2. Белгија (1)
3. Бугарска (1)
4. Западна Немачка (2)
5. Источна Немачка (3)
6. Италија (1)
7. Норвешка (1)
8. Португалија (1)
9. Румунија (1)
10. Совјетски Савез (3)
11. Уједињено Краљевство (1)

## Рекорди
| Рекорди пре почетка Европског првенства 1990. | Рекорди пре почетка Европског првенства 1990. | Рекорди пре почетка Европског првенства 1990. | Рекорди пре почетка Европског првенства 1990. | Рекорди пре почетка Европског првенства 1990. |                  |
| --------------------------------------------- | --------------------------------------------- | --------------------------------------------- | --------------------------------------------- | --------------------------------------------- | ---------------- |
| Светски рекорд                                | Габријела Рајниш                              | Источна Немачка                               | 76,80                                         | Нојбранденбург, Источна Немачка               | 9. јул 1988.     |
| Европски рекорд                               | Габријела Рајниш                              | Источна Немачка                               | 76,80                                         | Нојбранденбург, Источна Немачка               | 9. јул 1988.     |
| Рекорди Европских првенстава                  | Дијана Саске                                  | Источна Немачка                               | 71,36                                         | Штутгарт, Западна Немачка                     | 26. август 1986. |
| Најбољи резултат сезоне у свету               | Илке Вилуда                                   | Источна Немачка                               | 71,10                                         | Тел Авив, Израел                              | 27. мај 1990.    |
| Најбољи резултат сезоне у Европи              | Илке Вилуда                                   | Источна Немачка                               | 71,10                                         | Тел Авив, Израел                              | 27. мај 1990.    |

## Најбољи резултати у 1990. години
Најбољих пет атлетичарке у бацање диска пре почетка европског првенства (26. августа 1990) заузимало је следећи пласман на европској и светској ранг листи (СРЛ).
| 1. | Илке Вилуда       | Источна Немачка | 71,10 | 27. мај    | 1. СРЛ  |
| 2. | Габријеле Рејниш  | Источна Немачка | 69,34 | 18. август | 6. СРЛ  |
| 3. | Данијела Костијан | Румунија        | 68,96 | 18. август | 8. СРЛ  |
| 4. | Олга Бурова       | Совјетски Савез | 68,32 | 13. мај    | 13. СРЛ |
| 5. | Мартина Хелман    | Источна Немачка | 65,99 | 12. јул    |         |

Такмичарке чија су имена подебљана учествовале су на ЕП.

## Освајачи медаља
|                             |                             |                                |
| Илке Вилуда Источна Немачка | Олга Бурова Совјетски Савез | Мартина Хелман Источна Немачка |

## Резултати

### Квалификације
У квалификацијама такмичарке су биле подељене у две групе. Квалификациона норма за улазак у финале износила је 60,00 метара. Норму је пребацило 7 такмичарки (КВ), а осталих 5 пласирале су се на основу постигнутог резултата(кв).
| Пласман | Група | Такмичарка        | Земља                | Време | Белешке |
| ------- | ----- | ----------------- | -------------------- | ----- | ------- |
| 1.      | Б     | Илке Вилуда       | Источна Немачка      | 65,00 | КВ      |
| 2.      | А     | Олга Бурова       | Совјетски Савез      | 64,56 | КВ      |
| 3.      | А     | Мартина Хелман    | Источна Немачка      | 63,62 | КВ      |
| 4.      | Б     | Ирина Јатченко    | Совјетски Савез      | 63,34 | КВ      |
| 5.      | Б     | Габријеле Рејниш  | Источна Немачка      | 62,98 | КВ      |
| 6.      | Б     | Цветанка Христова | Бугарска             | 60,26 | КВ      |
| 7.      | А     | Елина Зверева     | Совјетски Савез      | 60,24 | КВ      |
| 8.      | А     | Урсула Кројтел    | Западна Немачка      | 59,88 | кв      |
| 9.      | Б     | Дагмар Галер      | Западна Немачка      | 59,40 | кв      |
| 10.     | Б     | Ањезе Мафеис      | Италија              | 56,46 | кв      |
| 11.     | А     | Мете Бергман      | Норвешка             | 55,58 | кв      |
| 12.     | Б     | Мари-Пол Хелдхоф  | Белгија              | 54,06 | кв      |
| 13.     | А     | Мануела Трнечи    | Румунија             | 52,68 |         |
| 14.     | Б     | Тереза Машадо     | Португалија          | 51,78 |         |
| 15.     | А     | Урсула Вебер      | Аустрија             | 50,26 |         |
| 16.     | А     | Џеки Макернан     | Уједињено Краљевство | 48,12 |         |

### Финале
| Пласман | Такмичарка        | Земља           | Резултат | Белешка |
| ------- | ----------------- | --------------- | -------- | ------- |
|         | Илке Вилуда       | Источна Немачка | 68,46    |         |
|         | Олга Бурова       | Совјетски Савез | 66,72    |         |
|         | Мартина Хелман    | Источна Немачка | 66,66    |         |
| 4.      | Габријеле Рејниш  | Источна Немачка | 66,08    |         |
| 5.      | Ирина Јатченко    | Совјетски Савез | 65,16    |         |
| 6.      | Елина Зверева     | Совјетски Савез | 63,88    |         |
| 7.      | Урсула Кројтел    | Западна Немачка | 63,28    |         |
| 8.      | Дагмар Галер      | Западна Немачка | 62,08    |         |
| 9.      | Ањезе Мафеис      | Италија         | 58,36    |         |
| 10.     | Цветанка Христова | Бугарска        | 56,30    |         |
| 11.     | Мари-Пол Хелдхоф  | Белгија         | 54.90    |         |
| —       | Мете Бергман      | Норвешка        | БП       |         |